# 圆叶血桐
圆叶血桐（学名：Omalanthus fastuosus,達悟語:Galotagit）为大戟科圆叶血桐属下的一个种。